# Oliver H. Cross
Oliver Harlan Cross, född 13 juli 1868 i Eutaw i Alabama, död 24 april 1960 i Waco i Texas, var en amerikansk politiker (demokrat). Han var ledamot av USA:s representanthus 1929–1937.
Cross är begravd på Hearne Cemetery i Hearne i Texas.